# Ricardo Jesus
Ricardo Jesus da Silva, noto semplicemente come Ricardo Jesus (Campinas, 16 maggio 1985), è un ex calciatore brasiliano, di ruolo attaccante.

## Palmarès

### Club

#### Competizioni nazionali
- Coppa di Russia: 2

CSKA Mosca: 2007-2008, 2008-2009
- Supercoppa di Russia: 1

CSKA Mosca: 2009